# Duca di Taranto
Il titolo di duca di Taranto e dell'impero fu conferito da Napoleone Bonaparte al maresciallo dell'Impero Étienne Jacques Joseph Alexandre Macdonald il 15 agosto 1809.

## Storia
Il titolo imperiale di duca di Taranto si riferisce a Taranto, città italiana, capoluogo della provincia omonima in Puglia.
Il titolo ducale era stato eretto da un decreto del 15 agosto 1809. Il maresciallo Macdonald ha ricevuto la sua lettere patenti il 9 dicembre 1809 a Parigi.
Dopo l'abdicazione di Fontainebleau  ha accettato il titolo nobiliare il 4 giugno 1814. Il titolo si è estinto nel 1912

## Elenco cronologico dei Duchi di Taranto
- 1809 - 1840  : Étienne Jacques Joseph Alexandre Macdonald (1765-1840), I duca di Taranto, maresciallo dell'Impero;
- 1840 - 1881  : Louis-Marie-Charles-Alexandre Macdonald (1824-1881), figlio del precedente, II duca di Taranto, politico francese;
- 1881 - 1912  : Napoleone Eugenio Alexander Fergus Macdonald (1854-1912), figlio del precedente, III duca di Taranto.